# Gemeinschaftswasserwerk Volmarstein

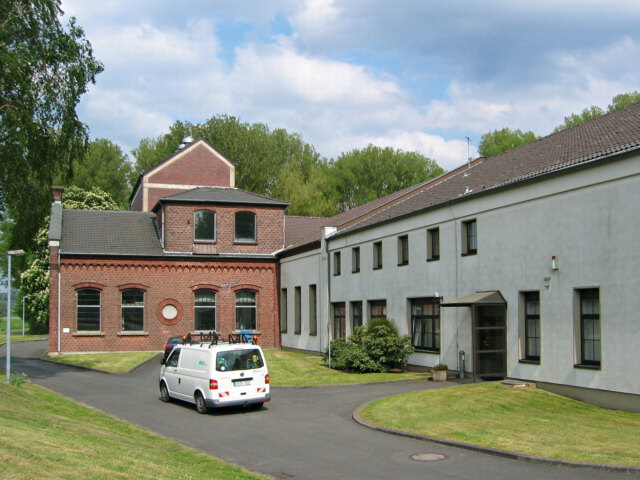
Gemeinschaftswasserwerk Volmarstein

Das Gemeinschaftswasserwerk Volmarstein (GWV) ist ein Wasserwerk an der Ruhr in der Stadt Wetter (Ruhr) in Nordrhein-Westfalen. Es liegt auf der südlichen „Volmarsteiner Seite“ des Flusses nahe der Grenze zu Hagen-Vorhalle, befindet sich jedoch noch innerhalb der Gemarkung Wetter (Stadtteil Alt-Wetter).
Zu erwähnen wäre noch, dass noch in den frühen 1950er-Jahren die Pumpen von Dampfmaschinen angetrieben wurden.
Dazu existierte eine Lorenseilbahn, die von der Volmarsteiner Seite die mit der Bahn gelieferte Kohle zum Wasserwerk transportierte, um damit die Dampfkessel zu beheizen.

## Geschichte
In der zweiten Hälfte des 19. Jahrhunderts suchte man in der damals selbstständigen Großstadt Barmen, heute ein Stadtteil von Wuppertal, eine Möglichkeit die Versorgung der Bevölkerung mit Trinkwasser zu gewährleisten. Während die benachbarte Großstadt Elberfeld, ebenfalls heute zu Wuppertal gehörend, am Rhein bei Benrath ein Wasserwerk errichtete, orientierte man sich in Barmen zur Ruhr hin. Die Stadt Barmen fand in der Ruhraue unterhalb der Burg Volmarstein einen guten Standort, um aus sieben Tiefbrunnen das Uferfiltrat der Ruhr zu gewinnen, und erbaute 1882/83 oder ab 1877 gleichzeitig einige hundert Meter weiter östlich die dazugehörige, zu dieser Zeit Barmer Wasserwerk genannte Werksanlage. 
Durch gusseiserne Rohre mit einem Durchmesser von 30 cm wurde das Wasser zweieinhalb Kilometer weit in den 130 Meter höher liegenden Wasserturm Loh in Volmarstein gepumpt und fand von dort über weitere Rohrleitungen seinen Weg zum Alten Hatzfelder Wasserturm in Barmen. Aber nicht nur das über 15 Kilometer entfernte Barmen profitierte von dem Wasserwerk, auch die Gemeinde Volmarstein selbst wurde als eine der Ersten im Ruhrtal aus einer zentralen Quelle mit Trinkwasser versorgt. 
Bis 1988 nutzte Wuppertal das Trinkwasser aus der Ruhr, verzichtete dann aber auf das Wasserwerk, da die Stadt sich zwischenzeitlich durch mehrere Talsperren (Barmer Talsperre, Kerspetalsperre und Große Dhünntalsperre) und weiterhin durch Rheinuferfiltrat versorgen konnte. Die Aktiengesellschaft für Versorgungsunternehmen (AVU) des Ennepe-Ruhr-Kreises, die schon zuvor Anteile an dem Unternehmen Gemeinschaftswasserwerk Volmarstein GmbH besaß, übernahm es 1982 vollständig. Die alten Rohrleitungen wurden nach 105 Jahren durch neue ersetzt und es werden nun die Städte Schwelm, Gevelsberg und Wetter (Ruhr) aus dem Wasserwerk versorgt. 
Das Gemeinschaftswasserwerk Volmarstein kommt heute nur noch zum Einsatz, wenn das Wasserwerk Rohland der AVU nicht das gesamte Versorgungsgebiet mit Trinkwasser beliefern kann. Dies ist etwa während 15 Prozent des Jahres der Fall. Dann werden Haushalte in Teilen Wetters und in Gevelsberg-Silschede vom GWV versorgt. Aufgrund einer Kooperation mit der Mark-E wird zukünftig diese "Notfallkapazität" nicht mehr benötigt: Ab voraussichtlich 2019 sind die Wassernetze der beiden Versorger miteinander verknüpft und man kann sich im Bedarfsfall gegenseitig unterstützen. Das GWV wird dann stillgelegt und die Flächen am südlichen Ruhrufer können neu gestaltet werden.

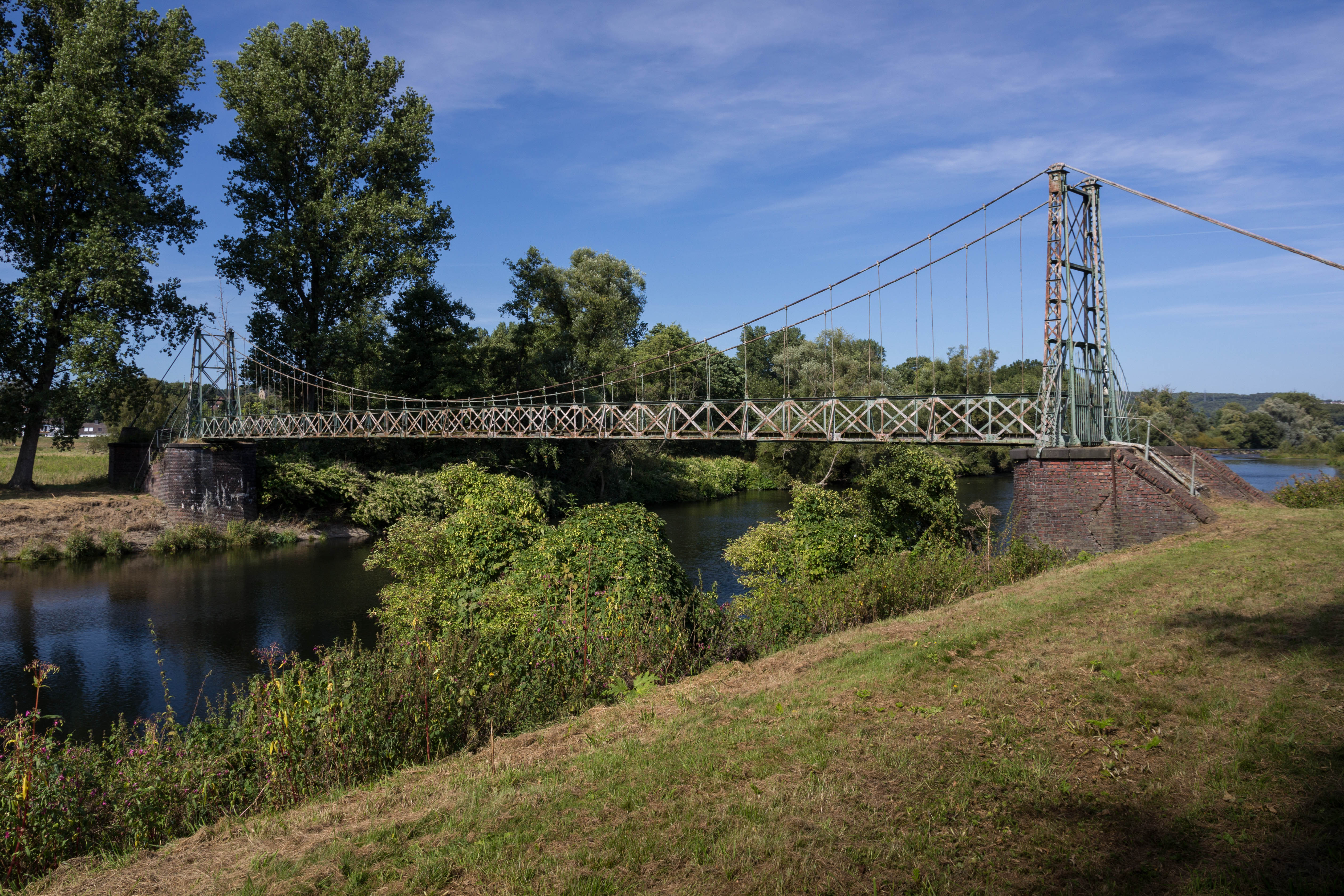
Seilhängebrücke Wetter am Wasserwerk

Die Eisenkonstruktion der 1893 errichteten, werkseigenen Seilhängebrücke Wetter über die Ruhr ist ein selten gewordenes technikgeschichtliches Beispiel dieser Konstruktionsart.